# Bladsnijdersmier (groep)

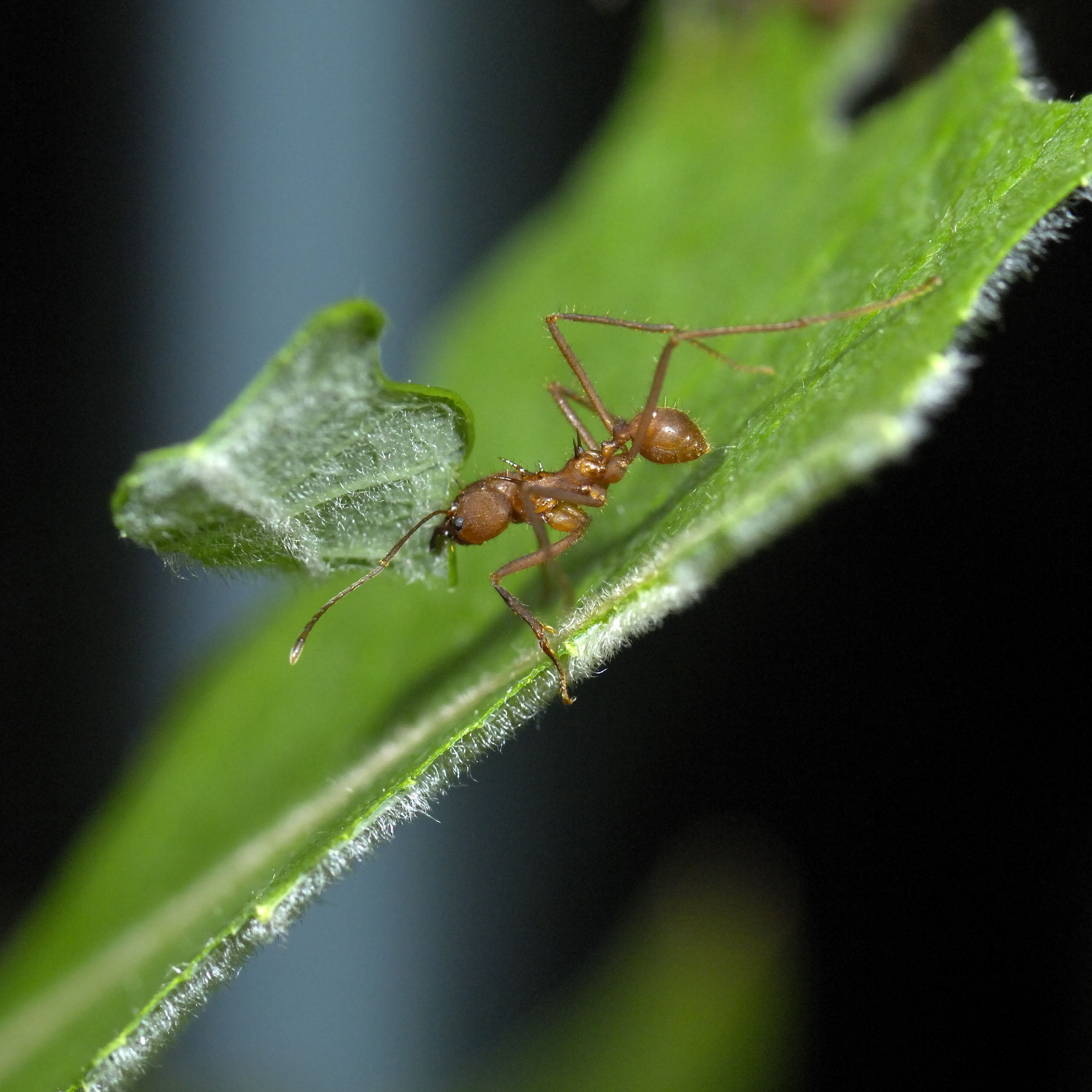
Parasolmier (Atta colombica) met drie stekels op de rug

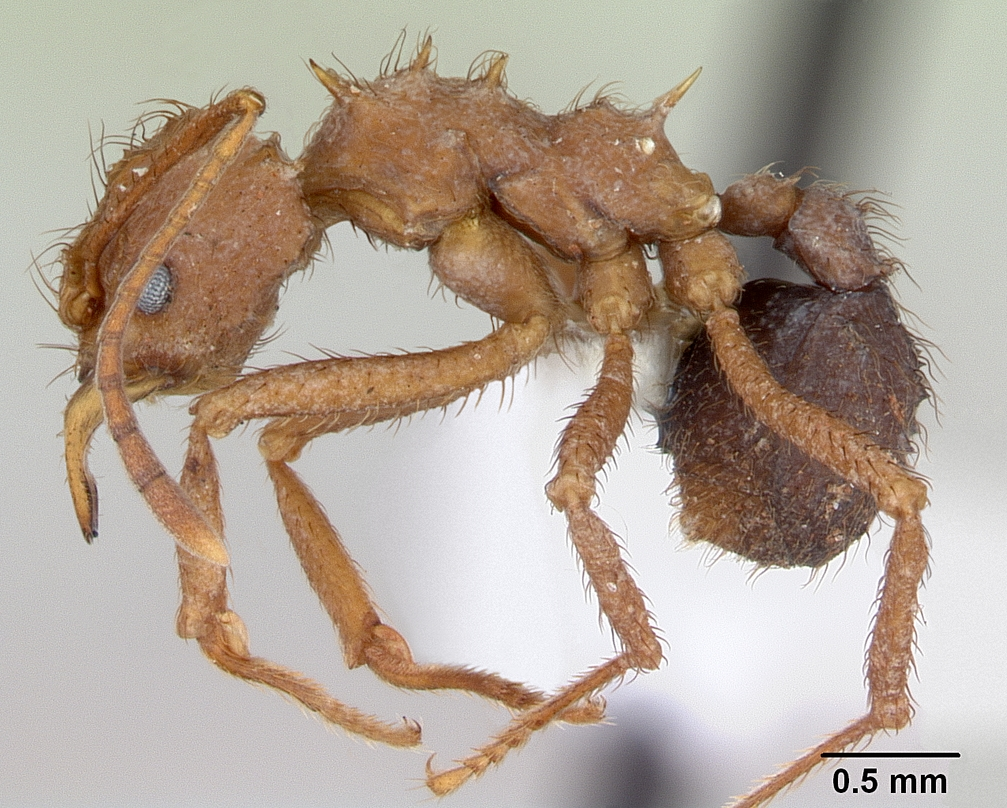
Acromyrmex coronatus met vier stekels op de rug

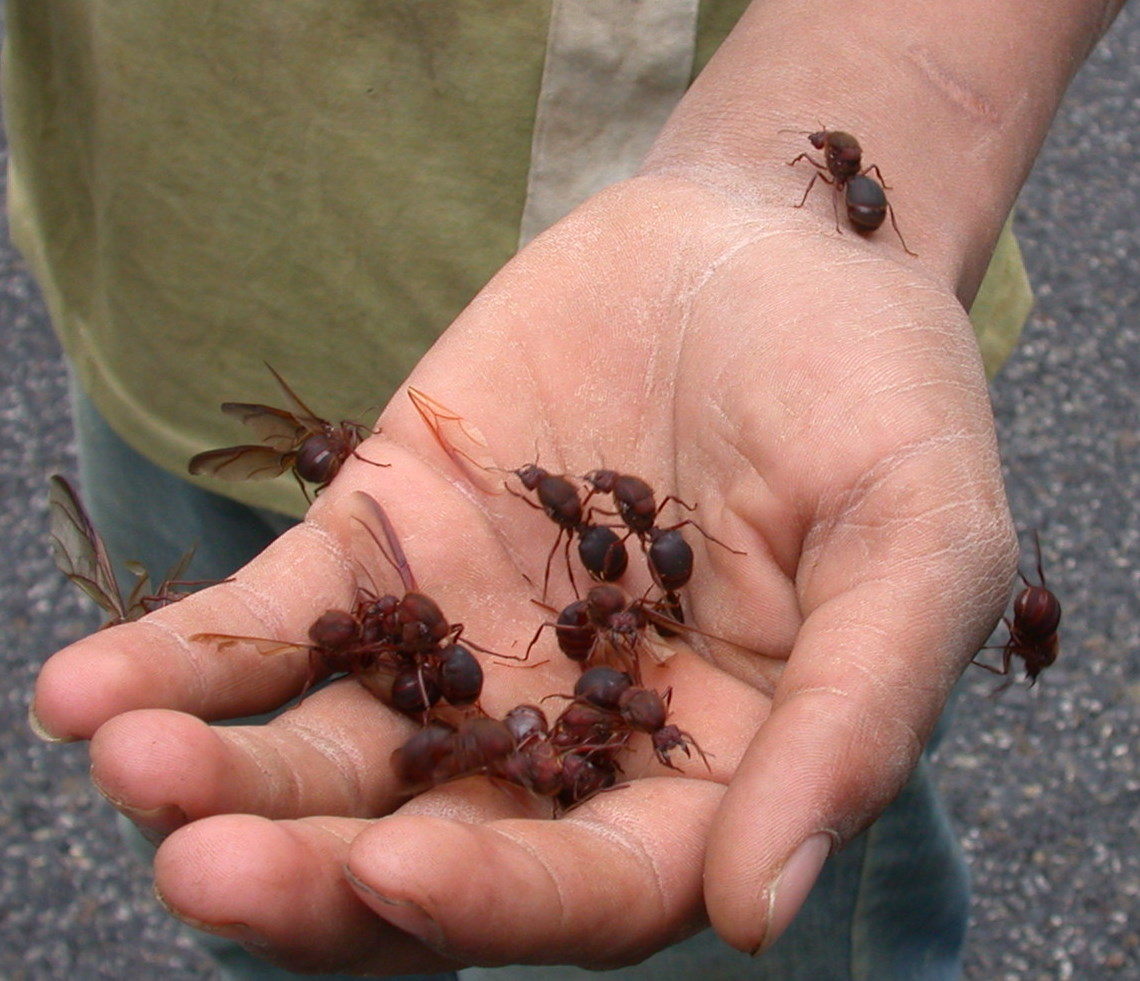
Gevleugelde mieren van het geslacht Atta

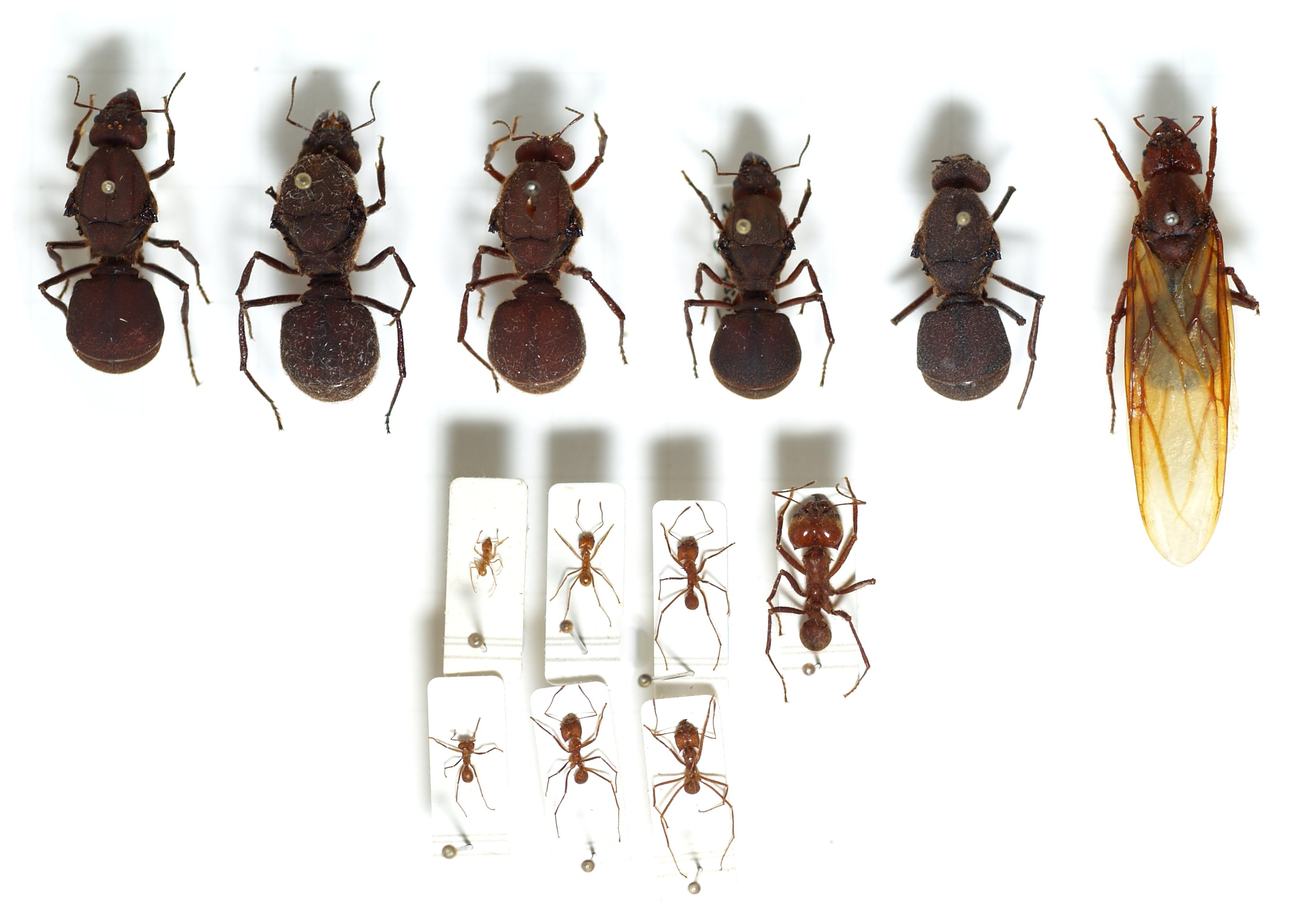
Kastes van Atta cephalotes. Op bovenste rij koninginnen

Bladsnijdersmieren zijn een informele groep van mierensoorten uit de geslachten Atta en Acromyrmex, die met hun monddelen bladeren in kleine stukjes bijten en die naar hun nest brengen. Bladsnijdersmieren die in gras gespecialiseerd zijn worden ook wel grassnijdersmieren genoemd.
Er zijn 47 soorten bladsnijdersmieren. Ze komen voor in de tropen en subtropen van Noord- en Zuid-Amerika, van Louisiana en Texas tot Patagonië in het zuiden van Argentinië. Acromyrmex-soorten hebben vier paar stekels en een ruw exoskelet; Atta-soorten hebben drie paar stekels en een glad exoskelet aan de bovenkant van het borststuk.
Als eerste ontdekte de bioloog en geoloog Thomas Belt in 1874 waarvoor de mieren de bladeren gebruiken. De bladeren worden fijngekauwd en gebruikt als voedingsbodem voor de groei van bepaalde schimmels van het geslacht Leucoagaricus. De mieren voeden zich met de schimmel. Ze kunnen meer dan 5000 maal hun eigen gewicht aan bladstukjes dragen.

## Levenscyclus
Gevleugelde vrouwtjes en mannetjes verlaten massaal hun nest en paren in een paringsvlucht, die bekend staat als de revoada. Elk vrouwtje paart met veel mannetjes voor het vergaren van de 300 miljoen spermacellen nodig voor de nieuwe kolonie.
Als het bevruchte vrouwtje na de paringsvlucht op de grond komt verliest ze haar vleugels en gaat ze op zoek naar een goede nestgelegenheid. Slechts 2,5% slaagt erin een nieuwe kolonie te stichten. Voor het maken van een schimmeltuin neemt het vrouwtje stukjes mycelium mee in haar wangzakje, dat in haar mondholte ligt.

## De schimmeltuin
De mieren leggen schimmeltuinen aan, die ze regelmatig vergroten en onderhouden. De teelt wordt in 29 verschillende stappen uitgevoerd door een op elkaar afgestemde rij mieren, die tot een bepaalde kaste behoren. Een door een oogster neergelegd stukje blad wordt overgenomen door een kleinere werkster en in stukjes van ongeveer 1 millimeter verder stukgebeten. Deze stukjes worden door nog kleinere werksters gekauwd tot kleine bolletjes en op de hoop bolletjes gelegd. Deze hoop bolletjes vormt de voedingsbodem voor de schimmel, waarin tunneltjes worden gevormd, waardoor de hoop de structuur van een spons krijgt.

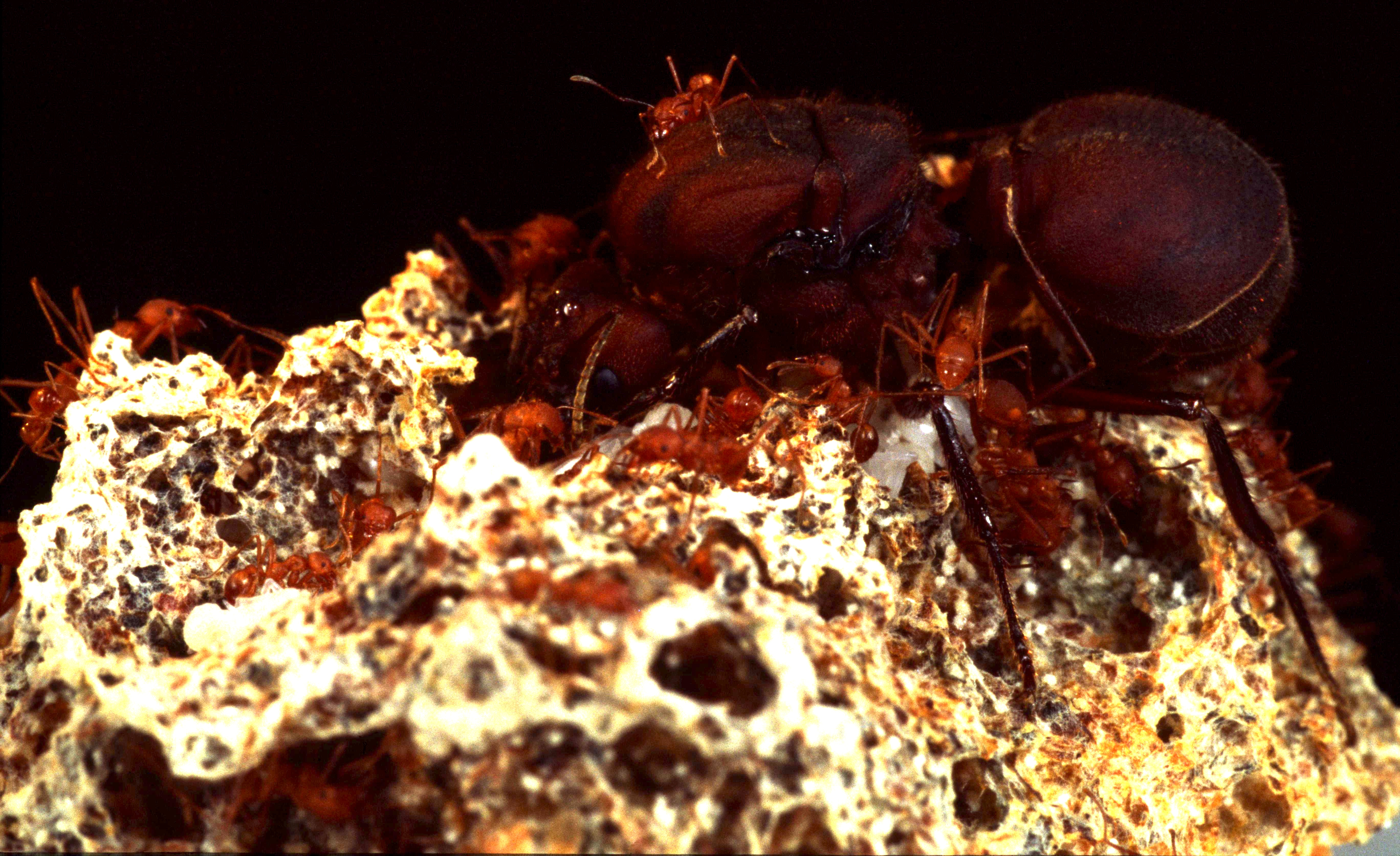
Koningin ven de parasolmier (Atta colombica) met broed en werksters op een schimmelsubstraat

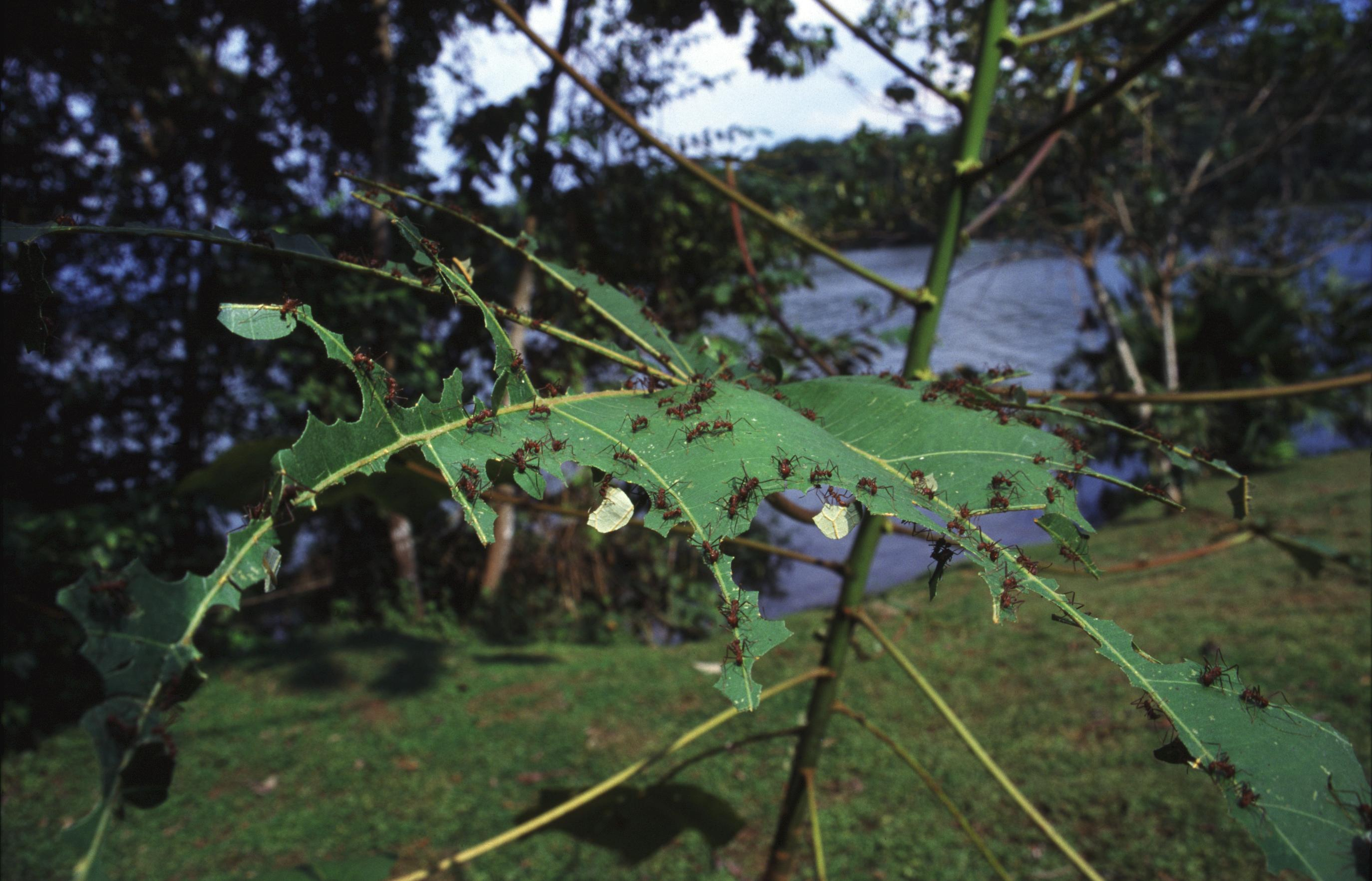
Werksters van de parasolmier (Atta colombica) versnipperen al het blad van een jonge boom

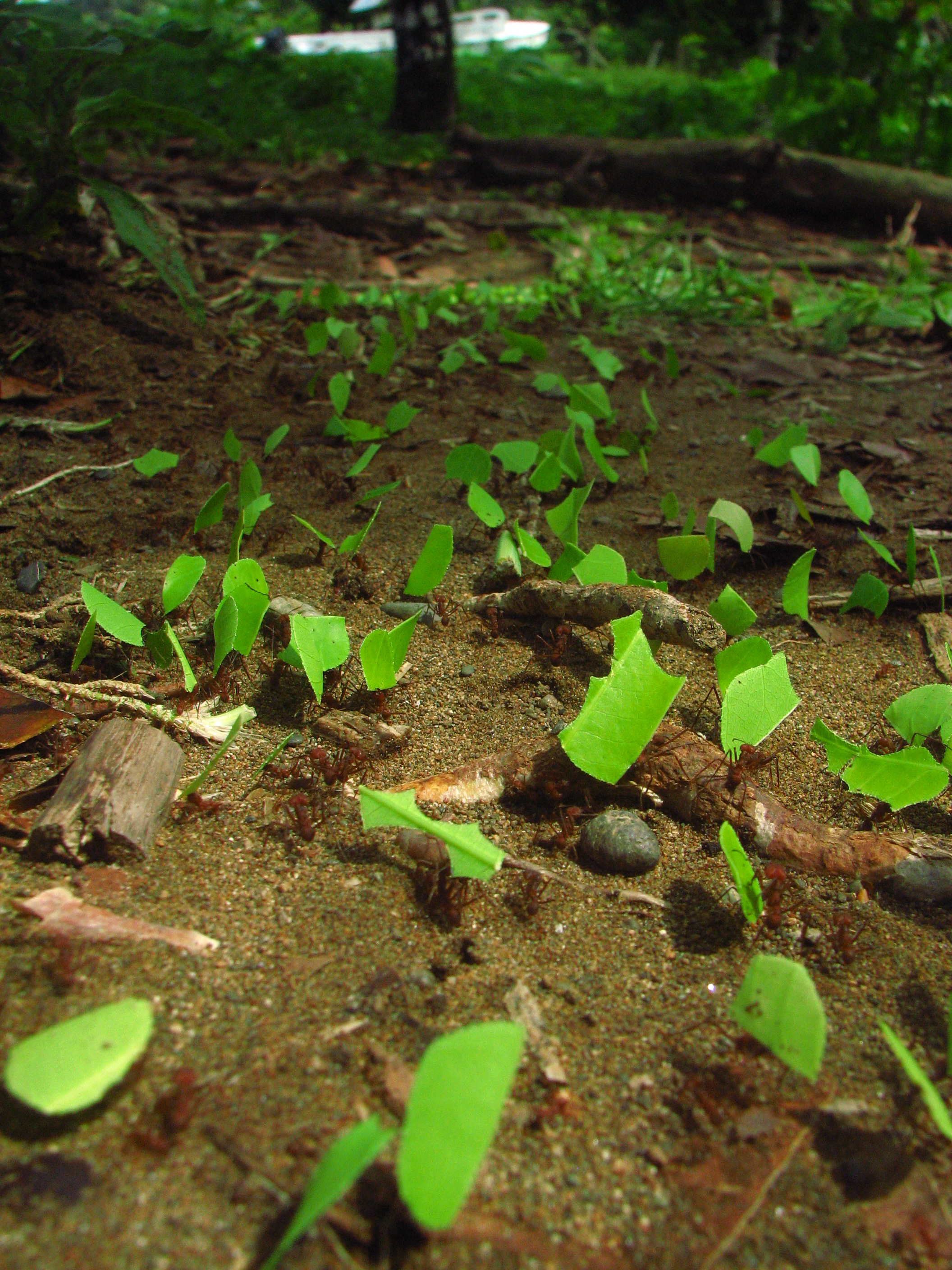
Parasolmierwerksters transporteren bladstukjes

De schimmeltuin wordt door de kleinste werksters onderhouden: ze betasten het oppervlak van het mycelium en verwijderen sporen en hyfen van andere schimmelsoorten. Ze halen ook steeds stukjes van het mycelium af en brengen dat naar de andere mieren voor voedsel of nieuw aan te leggen schimmeltuinen. De hyfen worden regelmatig afgebeten ter voorkoming van de vorming van vruchtlichamen. Ondanks dat worden er eiwithoudende, knolvormige verdikkingen gevormd, die Gongylidia worden genoemd.
De symbiose (mutualisme) tussen de mieren en de schimmel is zo sterk, dat beide niet meer zonder elkaar kunnen leven. De schimmel kan zonder de mieren overwoekerd worden door andere schimmels. Onderzoek doet vermoeden dat de mieren bacteriën van het geslacht Pseudonocardia op hun lichaam meedragen, die niet alleen de groei van vreemde schimmels remmen, maar ook de schimmel van de schimmeltuin bemesten.

## Buitenwerksters
Tot de buitenwerksters behoren verkenners, die in de omgeving naar geschikte struiken en bomen zoeken. Ze leggen een geurspoor aan waarover een eindeloze rij van transportmieren van het nest naar de voedselbron lopen. Bij de voedselbron knippen ze met hun messcherpe mandibels stukjes uit de bladeren. De transportmieren dragen de bladstukjes rechtop in de lucht naar het nest. Tijdens het transport kunnen ze aangevallen worden door parasitoïde bochelvliegen (Phoridae-soorten), die hun eieren leggen in de spleetjes van de mierenkop. Daarom worden ze bewaakt door de op bladstukjes meerijdende, kleine lijfwachtmieren.

bladknippen
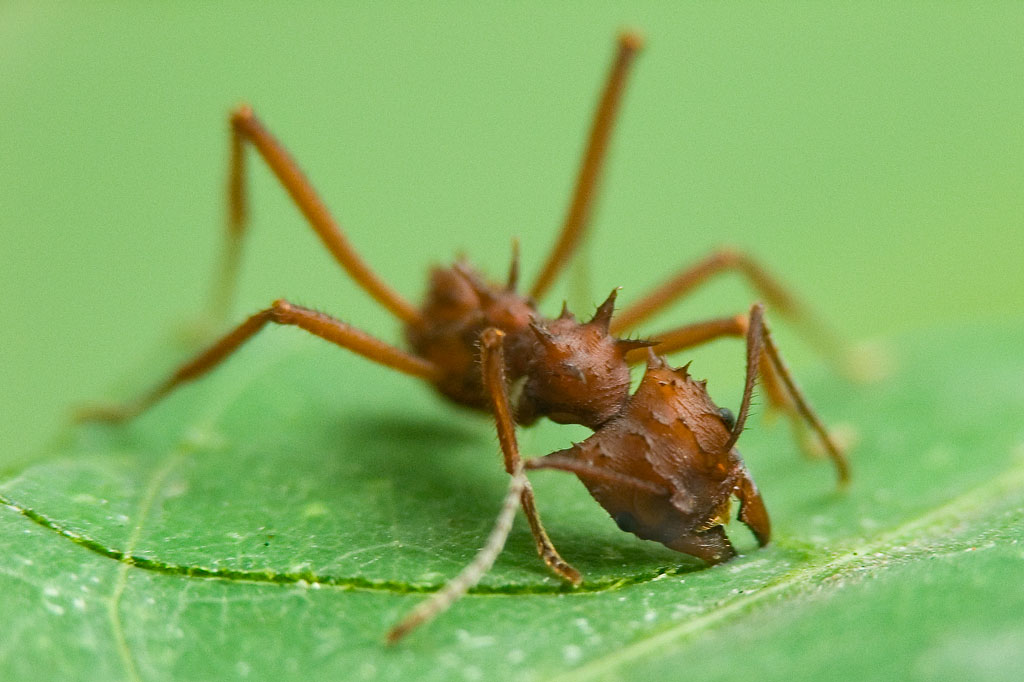
Bladsnijdersmier (Acromyrmex octospinosus) bezig met bladknippen
- Bladsnijdersmieren van het geslacht Atta transporteren gele bloemblaadjes

## Grootte en bouw van het nest
Een bladsnijdersmierkoningin kan tot 150 miljoen werksters voortbrengen, waarvan er 2 - 8 miljoen tegelijk leven. Een nest is wijdvertakt en heeft naast kamers voor de schimmeltuinen ook afvalkamers, waarin de dode mieren, afgewerkt blad en afgestorven mycelium worden opgeslagen. Het nest kan 30 meter in doorsnede groot zijn en met de uitgangen meegerekend tot 80 meter met een oppervlak van 30 - 600 vierkante meter. Een in Brazilië gevonden nest van een soort van het geslacht Atta werd in gips gegoten en vervolgens uitgegraven. Het nest bestond uit meer dan duizend kamers, waarvan er 390 met schimmeltuinen en mieren. Het nest omvatte 50 vierkante meter en was acht meter diep.

## Schade en nut
De mieren kunnen grote schade toebrengen aan citrusbomen, granen, koolplanten, wijnstokken, katoenplanten, cacaobomen en kokospalmen.
Enkele soorten van het geslacht Atta komen voor op graslanden in Brazilië, Uruguay en Argentinië. Hiertoe behoren Atta bisphaerica, Atta capiguara, Atta laevigata en Atta vollenweideri. Deze mieren hebben doornen op hun rug. Naast schade aan het gras mijden koeien plekken met mierennesten.
De mieren verplaatsen met hun nestbouw grote hoeveelheden grond, zorgen voor beluchting en zorgen ervoor dat voedingsstoffen beschikbaar komen voor andere organismen. De oerwoudbodem kan door de mieren plaatselijk wel tot tienmaal vruchtbaarder worden.

## Vijanden
De natuurlijke vijanden van de bladsnijdersmieren zijn miereneters, gordeldieren, echte hagedissen en vogels. Daarnaast worden de bladsnijdersmieren door de mens chemisch bestreden.
Mieren van het geslacht Azteca vangen bladsnijdersmieren. De mieren leven in holen in bepaalde planten zoals die tot het geslacht Cecropia behoren, die de mieren van voedsel voorzien. Als tegenprestatie verdedigen ze de planten tegen schadelijke organismen zoals de bladsnijdersmieren. Langs de twijgen bouwen ze kartonachtige gangen met gaatjes. In de gaatjes worden de bladsnijdersmieren door de in de gangen zittende, kleinere Azteca-mieren met hun monddelen (mandibels) vastgehouden. Als ze proberen zich te bevrijden komen ze in steeds kleiner wordende vallen, totdat ze zich niet meer kunnen bewegen en worden ze gedood.
Ook kunnen bladsnijdersmieren geïnfecteerd worden met entomopathogene schimmels, zoals door soorten die tot het geslacht Ophiocordyceps behoren, waaraan ze doodgaan.
De entomoloog Meinhard Jacoby kreeg in 1931 een patent op een verdelgingsmiddel voor bladsnijdersmieren.